# Principessa Luigi del Liechtenstein, nata Elisabetta Arciduchessa d'Austria
Principessa Luigi del Liechtenstein, nata Elisabetta Arciduchessa d'Austria è un dipinto del pittore ungherese Philip de László, realizzato nel 1903 e ubicato nel castello di Vaduz come parte delle collezioni dei principi del Liechtenstein.

## Descrizione
In questo dipinto Elisabetta Amalia d'Asburgo-Lorena è ritratta in posizione eretta, con il volto visto di tre quarti e indirizzato alla sinistra dello spettatore. L'abito da lei indossato è di colori chiari e attorno alla vita è presente una fusciacca, mentre le spalle sono avvolte da una stola di organza legata nella parte anteriore. Il braccio sinistro poggia sullo schienale di una poltroncina a destra, sul cui sedile è presente un cappello di paglia decorato con piume. In basso a sinistra è leggibile un'iscrizione: "László F / Wien 1903 XII".